# My House (EP)
"My House" é o quarto extended play do cantor de hip hop estadunidense Flo Rida. O EP foi lançado pelas editoras discográficas Poe Boy Entertainment e Atlantic Records. O extended play é o primeiro lançamento de Flo Rida desde Wild Ones, lançado em 2012. My House precede o lançamento do quinto álbum de estúdio de Flo Rida , The Perfect 10.

## Desempenho nas paradas

### Gráficos semanais
| Paradas (2015)                          | Melhor posição |
| --------------------------------------- | -------------- |
| Dinamarca (Hitlisten)                   | 10             |
| Estados Unidos (Billboard 200)          | 14             |
| Estados Unidos (Top R&B/Hip Hop Albums) | 10             |
| Estados Unidos (Top Rap Albums)         | 8              |
| Finlândia (Suomen virallinen lista)     | 17             |
| Noruega (VG-lista)                      | 1              |
| Suécia (Sverigetopplistan)              | 8              |